# Pacuarito
Pacuarito è un distretto della Costa Rica facente parte del cantone di Siquirres, nella provincia di Limón.